# اریک اجیوفر
اریک اجیوفر (انگلیسی: Eric Ejiofor؛ زادهٔ ۱۷ دسامبر ۱۹۷۹) یک بازیکن فوتبال اهل نیجریه است. از باشگاه‌هایی که در آن بازی کرده‌است می‌توان به مکابی حیفا اشاره کرد.
وی همچنین در تیم ملی فوتبال نیجریه بازی کرده، و عضو این تیم در جام جهانی فوتبال ۲۰۰۲ بوده است.